# Ceroctis pseudobijuncta
Ceroctis pseudobijuncta is een keversoort uit de familie van oliekevers (Meloidae). De wetenschappelijke naam van de soort is voor het eerst geldig gepubliceerd in 1958 door Kaszab.